# Herbert Hübner (SS-Mitglied)

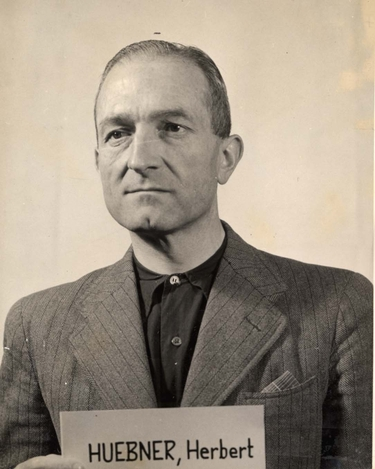
Herbert Hübner während der Nürnberger Prozesse

Herbert Hübner (* 7. August 1902 in Bad Salzschlirf; † 30. November 1982 in Bonn) war ein deutscher SS-Führer und verurteilter Kriegsverbrecher.

## Leben
Hübner absolvierte nach seiner Schulzeit eine Lehre zum Bankkaufmann und war anschließend in diesem Beruf tätig. Dem Jungdeutschen Orden trat er 1921 bei und wechselte von dort 1923 zum Bund Oberland. Im November 1923 nahm Hübner am Hitlerputsch teil. Zum 1. Februar 1932 trat er der NSDAP (Mitgliedsnummer 947.027) und im selben Jahr der SS bei (SS-Nummer 30.828). In der SS stieg Hübner 1942 bis zum SS-Standartenführer auf.
Ab 1936 war Hübner im Rasse- und Siedlungshauptamt (RuSHA) tätig. Zunächst war er Referent des RuSHA-Führers Südwest, bis er diesem 1938 im Amt nachfolgte. Nach Ausbruch des Zweiten Weltkrieges war Hübner ab Anfang 1940 Arbeitsstabsleiter der SS in Loslau im Wartheland (auch Warthegau). Bereits ein Jahr später leitete er den SS-Ansiedlungsstab in Posen und zusätzlich die Dienststelle beim Reichskommissar für die Festigung deutschen Volkstums im Bereich des Höheren SS- und Polizeiführer im Wartheland. Von August 1942 bis zum Frühjahr 1945 war er als RuSHA-Führer im Wartheland tätig.
Nach Kriegsende wurde Hübner interniert und während der Nürnberger Prozesse im Prozess Rasse- und Siedlungshauptamt der SS am 1. Juli 1947 mit 13 weiteren Beschuldigten angeklagt. Am 10. März 1948 wurde Hübner zu fünfzehn Jahren Haft verurteilt. In allen drei Anklagepunkten – Verbrechen gegen die Menschlichkeit, Kriegsverbrechen und Mitgliedschaft in verbrecherischen Organisationen – wurde Hübner für schuldig befunden. Hübner war, aufgrund seiner Verantwortung für Zwangsevakuierung und Zwangsumsiedlung sowie der Heranziehung polnischer Bürger zur Zwangsarbeit und seiner Mitgliedschaft in der SS, verurteilt worden. Am 1. Februar 1951 wurde er aus dem Kriegsverbrechergefängnis Landsberg entlassen. Später war Hübner als Kaufmann in Bonn tätig.